# Badania w locie
Badania w locie (równoważnie lot doświadczalny) to szczególna odmiana lotu, podczas której pilot doświadczalny (czasami pilot liniowy mający stosowne uprawnienia) bada właściwości i zachowanie się statku powietrznego celem wykrycia i zdiagnozowania ewentualnych nieprawidłowości w zakresie stateczności, sterowności, obciążeń i osiągów, charakterystyki przeciągnięcia i korkociągu, drgań, zgodności z przepisami (np. FAR), przed dopuszczeniem statku powietrznego do eksploatacji.
Z uwagi na kwestię oceny (zgodności) wyników badań z przepisami zazwyczaj badania w locie organizują dwa zespoły: zespół inżynierów ustalający harmonogram badań i nadzorujący je (wraz z analizą osiągniętych parametrów lotu), oraz zespół pilotów wykonujący program badawczy.
Badania w locie mogą dotyczyć:
- pierwszego prototypu statku powietrznego
- seryjnego statku powietrznego – tuż po jego wyprodukowaniu
- użytkowanego statku powietrznego – po remontach, wymianach silników, instalacji itp.[4]

Nim statek powietrzny wzbije się po raz pierwszy w powietrze zespół inżynierów prowadzących badania sprawdza zgodność kompletu obliczeń, osiągów z odpowiednimi przepisami, a duże jednostki badawcze (posiadające zaawansowane symulatory lotu) wprowadzając wyniki obliczeń do symulatorów lotu szkolą pilotów doświadczalnych w zakresie spodziewanych charakterystyk pilotażowych samolotu. To wszystko ma na celu minimalizację ryzyka jakie wiąże się z badaniem zachowania statku powietrznego podczas lotu.
Badania w locie wykonuje personel mający do tego stosowne uprawnienia. Z reguły jest to pilot doświadczalny (czasem dwóch pilotów doświadczalnych), niekiedy pilot doświadczalny i obserwator lub przedstawiciel kontroli. Obowiązuje zasada minimalizacji ryzyka, aby obsada personalna na pokładzie statku powietrznego podczas prób w locie była minimalna, jednak warunkująca uzyskanie wymaganych danych i informacji. Jest to podyktowane ryzykiem jakie towarzyszy załodze podczas prób w locie. Informacje o zachowaniu samolotu w locie są rejestrowane za pomocą aparatury pokładowej, naziemnej oraz opisywane przez pilotów doświadczalnych.
Metodyka prób w locie ma z jednej strony zapewnić uzyskanie wymaganych danych, zaś z drugiej ma zapewniać minimalizację potencjalnego ryzyka podczas prób. Z tego też względu kolejność wykonywanych prób jest ściśle określona. Do badań w locie szczególnie ryzykownych zaliczane są próby flatterowe i korkociągowe.
Dane uzyskane podczas badań w locie są umieszczone w Instrukcji Użytkowania w Locie danego statku powietrznego, będącej ważną częścią informacji dla pilota wykonującego loty na przebadanym i dopuszczonym do eksploatacji statku powietrznym.
Badania w locie mogą być wykonywane w wytwórniach lotniczych, jak też w specjalistycznych ośrodkach badawczych zajmujących się tą problematyką.